# Joseph Dutton
Joseph Maria Francis Dutton, nato Ira Barnes Dutton (Stowe, 27 aprile 1843 – Honolulu, 26 marzo 1931), è stato un missionario, religioso ed enciclopedista statunitense. Secolare francescano, per la sua attività assistenziale al lebbrosario di Kalaupapa è stato dichiarato servo di Dio.

## Biografia
Nacque in Vermont nel 1843 col nome di Ira, figlio di Ezra Dutton e Abigail Barnes. La famiglia si trasferì in seguito in Wisconsin, dove il giovane compì i propri studi.
Allo scoppio della guerra di secessione americana si arruolò nelle truppe nordiste, combattendo da volontario nel 13° Reggimento del Wisconsin, nel quale svolse il ruolo di quartiermastro. Alla fine della guerra nel 1865 aveva raggiunto il grado di tenente ed era brevettato capitano. Tra il 1865 e il 1883 fu un impiegato del governo americano, dipendente e agente sul campo del Dipartimento della guerra. Tra le sue attività spiccò anche la ricerca dei resti dei dispersi durante la guerra, che provvedeva a far seppellire a spese del governo.
Gli anni postbellici furono per lui difficili, e contribuirono alla sua maturazione spirituale. Durante la guerra aveva sposato una donna il cui nome è sconosciuto, ma lei gli era infedele e dopo pochi anni fuggì con un'amante, e Dutton ottenne infine il divorzio nel 1881. Prostrato dalla travagliata relazione, divenne un alcolizzato, facendosi tuttavia astemio dal 1876.
Di fede protestante, nel 1883 ebbe un risveglio spirituale e si convertì al cattolicesimo. Abbandonò quindi ogni incarico nel governo americano, rinunciò ai propri averi ed entrò a far parte come laico dell'Ordine francescano secolare, cambiando il proprio nome in "Giuseppe Maria Francis" in onore di san Giuseppe. Visse per un periodo con i trappisti in un'abbazia del Kentucky, venendo poi inviato dietro sua richiesta nel 1886 come missionario nel lebbrosario di Kalaupapa sull'isola di Molokai, nelle Hawaii. Qui assistette il sacerdote responsabile del lebbrosario, padre Damiano de Veuster, già fiaccato dalla lebbra, che sarebbe morto nel 1889 e in seguito proclamato santo, il quale in punto di morte gli affidò la continuazione della propria opera.
Grazie alle sue pensioni di guerra e da funzionario governativo, poté garantire un notevole afflusso di denaro al lebbrosario. Riuscì anche ad ottenere il sostegno dell'uomo d'affari e benefattore Henry Perrine Baldwin, assieme al quale fondò un orfanotrofio per ospitare i figli dei lebbrosi, che non potevano vivere coi genitori. Assieme a madre Marianna Cope (anche lei poi canonizzata), Dutton rimase a gestire il lebbrosario fino al 1931, quando ormai anziano e debilitato poco prima della morte fu trasferito all'ospedale di Honolulu, dove si spense poco dopo. Secondo le sue volontà, fu seppellito accanto a padre Damiano a Kalaupapa.
L'opera di Joseph Dutton era famosa in tutti gli Stati Uniti, e fu oggetto dell'ammirazione anche di alcuni presidenti americani come Theodore Roosevelt e Woodrow Wilson.
Nonostante l'età, nel 1917 aveva provato a riarruolarsi per combattere nella prima guerra mondiale per senso patriottico. Durante gli anni da missionario, si distinse anche per l'attività enciclopedica: già membro della Wisconsin Historical Society, contribuì alla stesura della Catholic Encyclopedia redigendo un articolo sull'isola di Molokai, dove prestava assistenza ai lebbrosi.
Nel XXI secolo la diocesi di Honolulu ha avviato le pratiche di canonizzazione per Joseph Dutton, che nel frattempo è stato proclamato servo di Dio.